# سرگئی ایوانویچ واویلف
 سرگئی ایوانویچ واویلف (روسی: Серге́й Ива́нович Вави́лов؛ زاده ۲۴ مارس ۱۸۹۱ – درگذشته ۲۵ ژانویه ۱۹۵۱) یک فیزیک‌دان در زمینه نورشناسی اهل روسیه بود.